# Fin de la historia
El fin de la historia es un concepto, o una idea, que surge en La Fenomenología del Espíritu de Hegel, y que con posterioridad fue reinterpretado en el siglo XX, primero por Alexandre Kojève, y luego por Raymond Abellio en 1952, y actualizado después de la caída del Muro de Berlín por Francis Fukuyama, que lo definió como término final de la historia, término final de los grandes cambios. Esta última interpretación fue particularmente controvertida a la luz de los sucesos de los años 1990, entre otros por Jacques Derrida en Espectros de Marx.
Interpretaciones contemporáneas de Hegel ya distinguen claramente la utilización de este término por parte de este pensador alemán, del uso que posteriormente hacen de él Kojève y Fukuyama. En esta perspectiva, el « fin de la historia » estaría, en el caso de Hegel, presente en cada instante del proceso histórico, sin un término final o punto de cierre. Las interpretaciones del sentido de esa expresión divergen muy fuertemente de uno a otro caso, y por tanto el debate está lejos de quedar zanjado.

## Orígenes
El "Fin de la historia" no tiene historia, por definición, pero para Bernard Bourgeois hay una « historia del pensamiento del Fin de la historia ». La consciencia teológica en el pensamiento cristiano del Fin de la Historia comienza con el pensamiento propiamente histórico.
El helenismo y el latinismo no tuvieron en efecto la idea de una historia universal. El fin de la historia en el pensamiento de la historia, es el de una finalidad o una conclusión. Immanuel Kant entiende el fin de la historia, como fin de la historia de la filosofía, o como fin de la historia real que elabora la razón práctica jurídica de un Estado republicano.
Para Karl Marx y Georg Hegel, la existencia del hombre es histórica, pues ella obedece a un objetivo, que es la identificación de la existencia singular y de la existencia universal. El problema es que las posiciones de Hegel y de Marx se contradicen: el mundo hegeliano es el mundo burgués, que retrasa e impide el mundo comunista; y el mundo marxista impide de existir al mundo pensado por Hegel.
El asunto es: 

"En efecto, ¿cómo admitir inmediatamente y en lo esencial, que nada importante ha pasado en los ciento cincuenta últimos años, período muy extendido si se piensa en la prodigiosa aceleración moderna y contemporánea de la historia, a tal punto que el discurso hegeliano debería ser considerado como de nuestro tiempo, o sea, aplicable al presente en cuanto a su pensamiento y significación profunda? ¿Cómo admitir sin discusión, que ninguna negatividad no haya hecho irrupción para hacer progresar históricamente una humanidad caracterizada en lo esencial —¡es el mismo Hegel que lo afirma!- por la negatividad misma?" 

## Alexandre Kojève
La hipótesis del fin de la historia fue retomada a mediados del siglo XX por el filósofo de origen ruso Alexandre Kojève. Elaborada a través de una correspondencia con Georges Bataille, la idea en cuestión encuentra una forma original, aún tomando en cuenta las que se conocieron con posterioridad. Alexandre Kojève sostiene en efecto que la historia ya ha terminado.
Bernard Bourgeois explica que para Kojève la « revolución » comunista, que podría pasar por una negación de la revolución burguesa representada por el pensamiento hegeliano, no es en realidad más que una realización particular retardada del fin de la historia. No habría diferencia entre Hegel y Marx. El Estado universal y homogéneo, el Estado robespierrista-napoleónico de Hegel, es la terminación de la historia, pues más allá no habría nada mejor. Y el conflicto entre el Este y el Oeste es una « pseudo-negatividad ». El fin de la historia es la existencia post-napoleónica y post-hegeliana, lo que quiere decir napoléonica y hegeliana.
Según Kojève, el desfile de tropas de Napoléon I bajo las ventanas de Georg Wilhelm Friedrich Hegel al finalizar la batalla de Jena constituye el fin de la historia. En efecto, este suceso singular es una doble culminación. Por una parte, conduce al triunfo de un nuevo orden militar y jurídico en Europa, donde cada avance del Gran Ejército lleva a la extensión de la codificación del derecho, e induce la racionalización del mismo; conviene recordar que Napoleón es en esta perspectiva el que realiza el estado de Robespierre y el que por tanto lleva a cabo finalmente la Revolución francesa.
Por otra parte, estos hechos hacen comprender a Hegel que la historia permite la realización de la razón filosófica. Por lo tanto y según esta visión, Derecho y filosofía habrían llegado plenamente a su fin en el año 1806.
Para Alexandre Kojève, los sucesos posteriores a esta fecha no constituyen nada más que la extensión del fin de la historia al resto del mundo y particularmente fuera de Europa. Y las guerras mundiales del siglo XX participan en esta lenta difusión de la razón.

## Eric Weil
Otra concepción hegeliana del fin de la historia es desarrollada por Eric Weil y consiste en afirmar que la negatividad continúa manifestándose en la historia, pero sin afectar la relación de los individuos con la organización racional. El fin de la historia no significa que no haya más sufrimientos para el individuo, o tragedias para la sociedad, pues ello sería imputable a la irracionalidad natural de los humanos, que hace prevalecer la violencia al discurso.

## Desarrollos recientes

### Francis Fukuyama
La hipótesis del fin de la historia fue relanzada por Francis Fukuyama poco antes de la caída del muro de Berlín.
Considerando el fin de las dictaduras tanto en la península ibérica (Antonio Salazar y franquismo), como en Grecia (Dictadura de los Coroneles) y en América Latina (juntas militares), y luego el comienzo de la desintegración de la Unión Soviética en los años 80, este investigador concluyó que la democracia y el liberalismo ya no tendrán más barreras, y que la guerra será cada vez más improbable. La democracia liberal cumple así con un profundo deseo de reconocimiento, esencia absoluta de los humanos.

### Críticas
Este enfoque que por poco es anterior al del choque de civilizaciones de Samuel Huntington, fue muy debatida en los años 1990.
Algunos críticos filosóficos (Jacques Derrida con Espectros de Marx, y también Franck Fischbach o Bernard Bourgeois) puntualizaron una interpretación errónea del concepto hegeliano del fin de la historia, así como del sostenido por Kojève.
Jacques Derrida recuerda: 

Los temas escatológicos del «fin de la historia», del «fin del marxismo», del «fin de la filosofía», de los «fines del hombre», del «último hombre», etc., era, en los años 1950, o sea hace 40 años, nuestro pan de cada día.

Críticas históricas también estiman que la Guerra del Golfo o las sostenidas en la ex-Yugoslavia, son argumentos potentes que prueban su carácter erróneo, y particularmente en lo que concierne a la teoría del « Fin de las ideologías » (título de un libro de Daniel Bell publicado en 1960).

## Hipótesis
El fin de la historia presupone epistemológicamente una parada, una detención, una situación no-cíclica ni gobernada por un eterno retorno. Según este enfoque, hay una evolución de la historia que tiene un término, y que desembocará en un período estable y sin cambios mayores. Tendría un sentido, un fin. La comprehensión de esta tesis pasa necesariamente por la aclaración de sus hipótesis. 
En filosofía, la influencia de Hegel y de su visión de la historia como el desarrollo del espíritu, es innegable. La tradición idealista entendida en sentido amplio, tiende a concentrar la producción filosófica contemporánea, como si Platón hubiera ganado a Sócrates. Pero para encontrar contra-ejemplos del « absolutismo » hegeliano, es necesario ubicarse del lado de los historiadores, que con frecuencia reprochan a los filósofos de « esencializar la Historia », o que reprochan a los políticos, aún a riesgo de perder altura teórica.
El tema será retomado por el marxismo, que entiende la historia como el ámbito donde se desarrolla la lucha de clases, y que tarde o temprano desembocará en la sociedad sin clases. En efecto, para Karl Marx, la verdadera historia comienza con el fin de la lucha de clases, cuando los humanos sean los verdaderos dueños de su destino (y si hay un fin, ese será el fin de una prehistoria).
Es posible encontrar una dimensión mesiánica en la tesis del fin de la historia, ya que en efecto, es en la Biblia que aparece por primera vez (Isaías 65, 17; 66,22). La idea del fin de la historia, en los tiempos mesiánicos, corresponde al « tiempo teológico » del pensamiento de la historia. Y para caracterizar tal fenomenología del espíritu, se habla a veces de « Cristología (Christologie) ».
Para Bernard Bourgeois, hegeliano convencido, es necesario distinguir dos niveles en la historia: la historia universal, y la historia empírica. La historia es la unidad jerárquica de estas dos formas.
La historia universal es la historia del universo, de las estructuras fundamentales del espíritu, la esencia eterna de las cosas. El filósofo se interesa particularmente en la « razón en la historia ». La actualidad de este objetivo significa que no habrá ninguna nueva determinación fundamental. El fin de la historia es concebido como la relación entre un Estado fuerte, y una sociedad civil libre. La historia empírica, por el contrario, está ligada al elemento natural y a la contingencia; la historia empírica no es previsible, y se continúa mismo si la historia de la razón universal está cerrada.